# Artabano (cortesano de Jerjes)
Artabano o Artapano (persa antiguo Artabanu «la gloria del Arta»), originario de Hircarnia, hijo de Artasiras, jefe de la guardia (o primer ministro) del rey aqueménida Jerjes I, y su supuesto asesino.

## Biografía
En el año 475 a. C., lideró junto al eunuco Aspamitres (o Mitrídates) la conspiración que asesinó a Jerjes. Artabano inculpó a Darío, primogénito del rey, el cual fue ejecutado por el segundo hijo, el futuro rey Artajerjes I. Enterado del engaño por medio de Megabizo, Artajerjes derrotó y dio muerte a Artabano, para luego defender su pretensión al trono frente a Histaspes, su hermano menor.
Esta es a grandes rasgos la versión de Ctesias, Diodoro Sículo y Pompeyo Trogo, las cuales difieren en detalles menores. Por el contrario, Aristóteles (Política) afirma que Artabano asesinó a Darío antes de la muerte de Jerjes.
El conocimiento actual hace difícil determinar su verdadero rol durante la crisis del 465 a. C. Los detalles de la conspiración se conocen por medio de fuentes clásicas (griegas y latinas), contradictorias entre sí, de las cuales la más cercana en el tiempo es el historiador griego Ctesias, quien escribe alrededor de 60 años después de los hechos. Algunas fuentes más cercanas pueden aportar algunos datos indirectos pero más frescos. Por documentos hallados en Persépolis se sabe que hacia 467 a. C., dos años antes de la crisis, se pasó por una época de hambrunas, y Jerjes se vio obligado a reducir el personal de la corte, empezando por los altos funcionarios. Esto habría generado un estado de descontento, que desembocaría finalmente en el asesinato de Jerjes (Dandamaev 1989, pag. 233).

### Clásicas
- Aristóteles, Política 5.131Ib
- Diodoro Sículo, Biblioteca Histórica 11.69
- Focio, Epítome de Pérsica de Ctesias 20 Archivado el 16 de julio de 2012 en Wayback Machine.
- Justino, Epítome de Historias Filípicas de Pompeyo Trogo III 1
- Plutarco, Vida de Temístocles 27

### Otras fuentes
- Documentos de Persépolis.
- Un texto astronómico babilonio (LBAT 1419, o BM 32234), que proporciona datos sobre la fecha de la muerte de Jerjes.
- Un texto egipcio tardío, el cual afirma que Jerjes fue asesinado junto a su hijo como castigo por haber confiscado tierras del templo de Buto (Dandamayev 1989, p. 234).